# Ethiopic Supplement
Ethiopic Supplement è un blocco Unicode. È costituito da 26 caratteri compresi nell'intervallo U+1380-U+139F.
Contiene i simboli dell'alfabeto ge'ez per la lingua sebat bet guraghé.

## Tabella compatta di caratteri

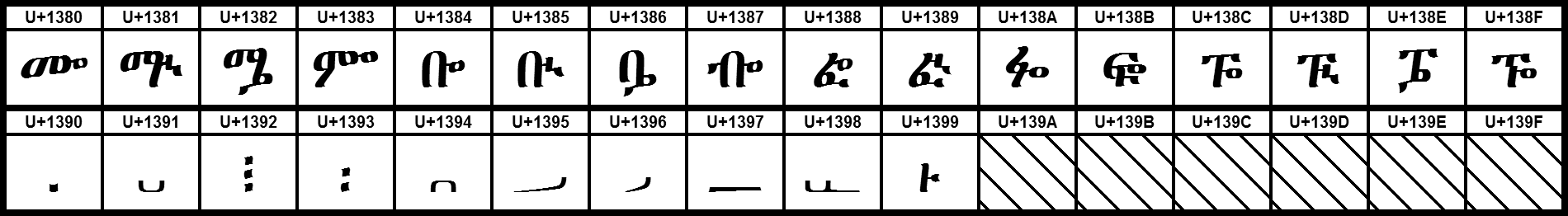
Ethiopic Supplement

|     | 0 | 1 | 2 | 3 | 4 | 5 | 6 | 7 | 8 | 9 | A | B | C | D | E | F |
| --- | - | - | - | - | - | - | - | - | - | - | - | - | - | - | - | - |
| 138 | ᎀ | ᎁ | ᎂ | ᎃ | ᎄ | ᎅ | ᎆ | ᎇ | ᎈ | ᎉ | ᎊ | ᎋ | ᎌ | ᎍ | ᎎ | ᎏ |
| 139 | ᎐ | ᎑ | ᎒ | ᎓ | ᎔ | ᎕ | ᎖ | ᎗ | ᎘ | ᎙ |   |   |   |   |   |   |